# Hoodoo Mountain
Der Hoodoo Mountain, gelegentlich als Hoodoo Volcano bezeichnet, ist ein potenziell aktiver Schichtvulkan im Northern Interior der kanadischen Provinz British Columbia. Er liegt 25 km nordöstlich der Grenze zwischen Alaska und British Columbia an der Nordseite des Iskut River gegenüber der Mündung des Craig River. Mit einer Gipfelhöhe von 1850 m und einer topographischen Prominenz von 900 m ist der Hoodoo Mountain einer der vielen prominenten Gipfel in den Boundary Ranges der Coast Mountains. Seine abgeflachte Spitze ist von einer Eiskappe von mehr als 100 m Dicke und mindestens 3 km Durchmesser bedeckt. Zwei Talgletscher, welche die Nordwest- und die Nordostseite des Berges umgeben, sind in den vergangenen einhundert Jahren signifikant zurückgewichen. Sie stammen beide aus einem großen Eisfeld im Norden und sind Quellen zweier Schmelzwasser-Ströme. Diese Fließgewässer strömen die West- und die Ostseite des Vulkans herab, bevor sie in den Iskut River münden.
Ein Großteil des Hoodoo Mountain entstand in der Nähe von Gletschereis und war über einen Großteil seiner Geschichte von Gletschern oder Eiskappen überlagert. Die wichtigsten Gesteine, aus denen der Vulkan besteht, sind Phonolith und Trachyt, welche in sechs Perioden der vulkanischen Aktivität abgelagert wurden, die vor etwa 85.000 Jahren begannen. Die meisten dieser eruptiven Perioden waren durch stetige Ströme von Lava charakterisiert, aber mindestens eine Periode der explosiven Aktivität kam vor, wie das Vorhandensein von Pyroklasten anzeigt. Die jüngste eruptive Periode begann vor etwa 10.000 Jahren mit dem Ausstoß ausgedehnter Lavaströme, welche die nördlich-zentralen, die nordwestlichen und die südöstlichen Berghänge bedecken. Ein Lavastrom, der die südwestlichen Hänge bedeckt, könnte durch eine noch jüngere Eruption während der letzten Jahrhunderte ausgestoßen worden sein. Obwohl für den Hoodoo Mountain keine historischen Eruptionen bekannt sind, gab es doch mindestens seit Mitte der 1980er Jahre seismische Aktivität, die mögliche künftige Ausbrüche und damit verbundene Gefährdungen anzeigt.

## Geographie
Der Hoodoo Mountain nimmt eine Fläche von 6 km Länge und 6 km Breite sowie ein Volumen von 17,3 km³:1283 ein. Er liegt in einem abgelegenen Gebiet des Cassiar Land District, das mindestens seit Beginn der 1990er Jahre Lagerstättenerkundungen unternommen hat. Diese Erkundung führte zur Entdeckung von Kupfer, Silber und Gold in der Aue des Iskut River, wo zwischen 1988 und 1999 zwei Bergwerke unter Tage betrieben wurden. Geologische Untersuchungen wurden am Hoodoo Mountain seit mindestens den 1940er Jahren durchgeführt; die detaillierteste Forschung fand in den 1990er und 2000er Jahren statt. Im Gebiet herrscht ein meist kühles und feuchtes Klima mit heftigen Niederschlägen. Infolgedessen lebt nur eine begrenzte Anzahl an Säugetierarten rund um den Hoodoo Mountain. Kiefern und Weiden bilden Wälder in den Flusstälern und an den unteren Hängen des Vulkans. Sie bilden eine der zahlreichen Ökoregionen von British Columbia. Aufgrund seiner Abgeschiedenheit kann der Hoodoo Mountain nur über die Luft, über Wasser und mit langen Wanderungen erreicht werden. Die nächsten Siedlungen liegen mehr als 30 km vom Berg entfernt.

### Biogeographie
Der Hoodoo Mountain liegt innerhalb der Ökoregion Boundary Ranges, einer gebirgigen Region in den Coast Mountains im südöstlichen Alaska und im nordwestlichen British Columbia, die durch zerklüftete, großflächig von Eiskappen bedeckte Berge aus granitischem und metamorphem Gestein charakterisiert ist. Berg-Hemlocktannen, Westamerikanische Hemlocktannen und Sitka-Fichten bilden Wälder auf den Talböden und den unteren Hängen der Täler. In höheren Lagen werden sie von einer ausgedehnten Zone der Bergtundra abgelöst, die vorwiegend aus großen Eisfeldern, Gletschern und blankem Fels besteht. Mehrere große Flusstäler mit breiten verflochtenen Flüssen dringen in die Ökoregion der Boundary Ranges ein; Westliche Balsam-Pappeln wachsen hier in den Flussauen. Eine begrenzte Anzahl an Säugetierarten lebt in dieser Ökoregion, zum Beispiel Eisgraue Murmeltiere und Schneeziegen, welche die Zone der Bergtundra bewohnen. Die Ökoregion Boundary Ranges ist Teil der Ökoprovinz Coast and Mountains, welche Teile der Humid Maritime and Highlands Ecodivision bildet.
Die Ökoregion der Boundary Ranges wird in drei kleinere „Ökosektionen“ eingeteilt, von denen die Southern Boundary Ranges Ecosection die Haupt-Sektion am Hoodoo Mountain darstellt. Diese Ökosektion wird von mehreren Fließgewässern geschnitten, zu denen der Salmon River, der Bear River und der Unuk River gehören, welche direkt in Meeres-Straßen oder -Sunde münden. Die einzigen Siedlungen in der Southern Boundary Ranges Ecosection sind Ging̱olx, Stewart und Hyder, von denen die letzten beiden durch den Stewart Highway verbunden sind. Es gibt in 30 km Umkreis um den Hoodoo Mountain keine Menschen; im Umkreis von 100 km leben  2.330 Personen. Die Wälder dieser Ökosektion finden sich an den unteren Hängen des Hoodoo Mountain außer an seiner Nordostflanke, wo Fels und Eis dominieren. Der Großteil dieser Wälder wächst in Höhenlagen unter 900 m.

### Klima
Am Hoodoo Mountain herrscht ein maritimes glaziales Klima, das eine Zwischenstufe zwischen einem Seeklima der Küste und einem kontinentalen Klima darstellt.:354 Feuchte Luft vom Pazifik erzeugt intensive Niederschläge in der Region, während gleichzeitig kalte arktische Luft durch den Portland Canal in die Dixon Entrance strömt, von wo aus sie an die North Coast von British Columbia strömt. Deshalb ist das regionale Klima vorwiegend kühl und feucht; es gibt heftige Niederschläge, die Schnee in sogenannten Snowpacks akkumulieren. Etwa 500 mm des Niederschlags fällt in den Sommermonaten Juni, Juli und August, wogegen bis zu 1300 mm des Niederschlags in den Wintermonaten Dezember, Januar und Februar fallen. Die mittlere Temperatur im Sommer beträgt 6,9 °C, wogegegen die mittlere Temperatur im Winter −6,4 °C erreicht. Die Jahresdurchschnittstemperatur liegt bei −0,8 °C.

### Gletscher

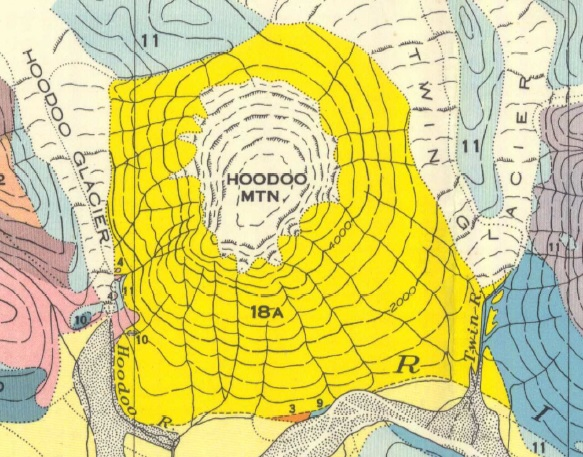
Topographische Karte von Ende der 1920er Jahre gesammelten Daten

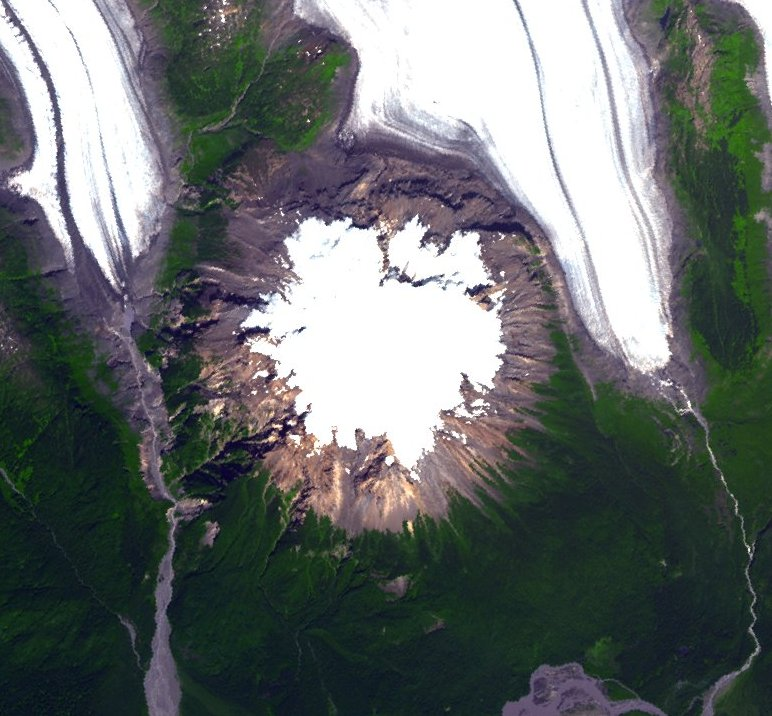
Der Hoodoo Mountain und seine Eiskappe sowie zwei Talgletschern (2008)

Zwei Talgletscher winden sich teilweise um den Fuß des Hoodoo Mountain; beide befinden sich auf einem aktiven Rückzug.:355,364–366 Der Hoodoo Glacier umgibt den nordwestliche Fuß; er ist die Quelle des Hoodoo River, welcher in den Iskut River mündet. Der Gletscher hat in den vergangenen 700 Jahren mehr als 100 m seiner Gesamtstärke verloren. Sein Gletschertor zog sich seit den 1920er Jahren um mindestens 2 km zurück.:365,366 Am Gletschertor des Hoodoo Glacier befindet sich ein ungefähr 350 m langer und 100 m breiter See, welcher eine zuvor entwässerte Senke ausfüllen könnte. Die Westseite des Gletschers enthält einen kleinen, möglicherweise entwässerten See an der Eiskante.:359 Der Twin Glacier umgibt den nordöstlichen Fuß des Hoodoo Mountain und ist der größere der beiden Talgletscher. Er ist die Quelle des Twin River, welcher gleichfalls südwärts in den Iskut River fließt.:364 Seit den 1920er Jahren hat es mehrere Änderungen an diesem doppellappigen Gletscher gegeben.:364 Sein Gletschertor ist um mindestens 4 km zurückgewichen; zuvor floss der Gletscher um beide Seiten eines von Nord nach Süd verlaufenden Berggrates herum.:364,365 Ein kleiner, von einer Endmoräne aufgestauter See befindet sich entlang der südwestlichen Grenze des Twin Glacier.:365
Der Hoodoo Glacier und der Twin Glacier werden durch einen sich vom Hoodoo Mountain aus nordwärts erstreckenden Gebirgskamm getrennt.:365 Sie haben tiefe Täler in das ältere regionale anstehende Gestein gegraben und seit dem Pleistozän periodisch mit dem Hoodoo Mountain interagiert.:353,355 Beide Gletscher stammen aus dem Andrei Icefield, dessen Zentrum 16 km nordöstlich des Hoodoo Mountain liegt. Dieses große Eisfeld ist inoffiziell nach dem Sohn von Olav Mokievsky-Zubok benannt, einem Glaziologen, der in den 1960er und 1970er Jahren wichtige glaziologische Arbeiten in den Coast Mountains angestellt hat.:354
Den Gipfel des Hoodoo Mountain bedeckt eine Eiskappe, die sich in Höhen über 1600 m beständig hält.:367 Ihre Dicke schwankt zwischen 100 und 150 m, ihr Durchmesser beträgt 3–4 km und ihr Volumen wenigstens 3,2 km³.:56,61 Ihr kreisförmiger Umriss und die Höhenlage machten sie in Bezug auf den Klimawandel relativ stabil und führten nur an ihren äußersten Rändern zu minimalem Rückzug und Ausdünnung.:353 Deshalb ist sie während des gesamten Jahres wenigstens teilweise von Schnee bedeckt.:367 Am nördlich-zentralen Ende der Eiskappe liegt ein hervorlugender Nunatak, der The Horn oder Horn Nunatak genannt wird und aus pyroklastischem Gestein besteht, welches einen Lavakern umgibt.:56,57

## Geologie

### Hintergrund
Der Hoodoo Mountain ist Teil der Northern Cordilleran Volcanic Province (NCVP), eines weiträumigen Gebietes aus Schildvulkanen, Lavadomen, Schlackenkegeln und Schichtvulkanen, das sich vom nordwestlichen British Columbia nordwärts über Yukon bis ins östlichste Alaska erstreckt.:1280,1281,1283,1284 Zu den dominanten Gesteinen, aus denen diese Vulkane bestehen, gehören Alkalibasalte und Hawaiite, aber auch Nephelinit, Basanit und peralkaliner a Phonolith, Trachyt und Comendit sind lokal häufig. Diese Gesteine wurden durch Vulkanausbrüche vor 20 Millionen bis vor ein paar hundert Jahren abgelagert. Als Ursache der vulkanischen Aktivität in der Northern Cordilleran Volcanic Province wird das Rifting der Nordamerikanischen Kordillere angesehen, welches durch Änderungen in der relativen Plattenbewegung zwischen der Nordamerikanischen und der Pazifischen Platte getrieben wird.:1280
Der Hoodoo Mountain ist Teil einer Unterabteilung der NCVP, der sogenannten Stikine Subprovince. Diese Unterabteilung, die gegenüber der Stikine-Region im nordwestlichen British Columbia abgegrenzt wird, umfasst drei weitere vulkanische Zentren: die Heart Peaks, den Level Mountain und den Mount Edziza Volcanic Complex. Diese vier Zentren unterscheiden sich petrologisch und/oder volumetrisch vom Rest der NCVP. Die Heart Peaks, der Level Mountain und der Mount Edziza sind vom Volumen her die größten Vulkane der NCVP, die beiden letzteren waren wesentlich länger vulkanischer Aktivität ausgesetzt als irgendein anderer Vulkan der NCVP. Der Hoodoo Mountain, der Level Mountain und der Mount Edziza sind die einzigen NCVP-Vulkane, die vulkanisches Gestein sowohl mafischer b als auch intermediärer bis felsischer c Zusammensetzung enthalten. Der höchste der vier Komplexe ist der Mount Edziza mit 2786 m, gefolgt vom Level Mountain mit 2164 m, den Heart Peaks mit 2012 m und dem Hoodoo Mountain mit 1850 m.
Der Hoodoo Mountain ist einer der zehn Vulkane, die das Iskut-Vulkanfeld bilden. Das ist eine Gruppe von Vulkanen der NCVP, die sich entlang des Iskut River und seiner wichtigsten Nebenflüsse aufreiht. Sie besteht sowohl aus subaerischen als auch glaziovulkanischen Ablagerungen, von denen letztere in Form von Kissenlaven, Tuff-Brekzien d und Hyaloklastit auftreten. Alle diese Vulkane waren in den vergangenen 150.000 Jahren aktiv; den jüngsten Ausbruch verzeichnet The Volcano vor etwa 150 Jahren. Die restlichen Iskut-Vulkane sind der Cinder Mountain, der Little Bear Mountain, der Cone Glacier Volcano, der Iskut Canyon Cone, der Second Canyon Cone, der Snippaker Creek Cone, der King Creek Cone und der Tom MacKay Creek Cone.
Anmerkungen:

### Struktur

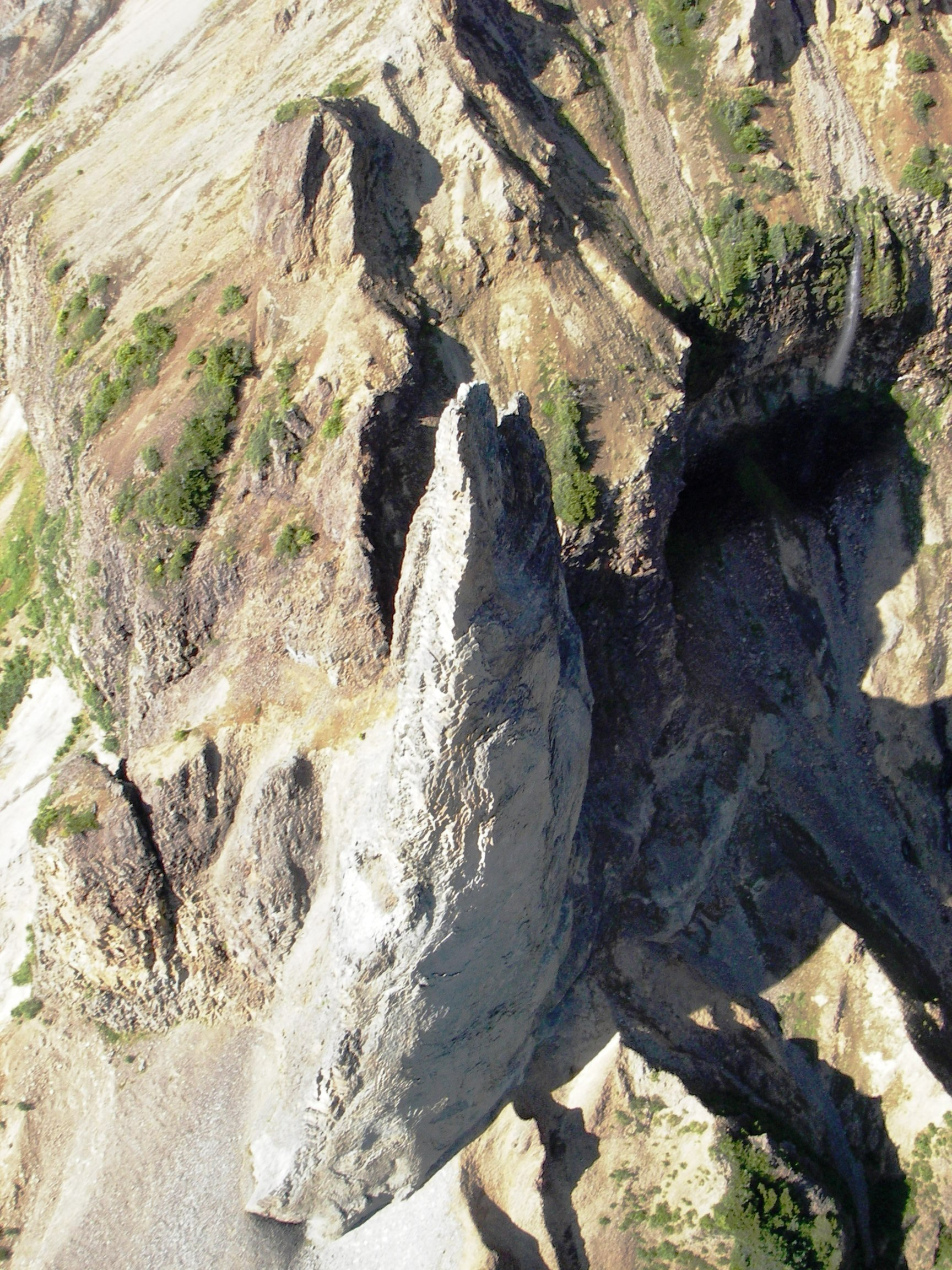
The Monument ist eine von mehreren Erdpyramiden (engl. hoodoos), die dem Hoodoo Mountain zu seinem Namen verhalfen.

Der Hoodoo Mountain ist einer der größten peralkalinen Vulkane in der NCVP. Der Schichtvulkan ist vorrangig aus peralkalinem phonolithischen und trachytischen Lavaströmen sowie Hyaloklastiten zusammengesetzt, obwohl auch einige pyroklastische Gesteine vorhanden sind.:1283 Seine Peralkalinität ist unter den anderen Vulkanen im Iskut-Vulkanfeld einzigartig; die Zusammensetzung reicht von Alkalibasalt bis Hawaiit. Der Hoodoo Mountain wurde auch als subglazialer Vulkan bezeichnet, da ein Großteil des Berges in den letzten 85.000 Jahren unter einer Eisdecke entstand. Seine Beziehungen zur Eiszeit führte zu verschiedenen Interaktionen mit bis zu 2 km dickem Gletschereis, was vielfältige Beispiele glaziovulkanischer Prozesse ermöglichte. Dazu gehört die Entstehung von Lavaströmen an Eisrändern und die Einbettung von eiszeitlichem  Geschiebemergel in vulkanische Ablagerungen.
Der ständige Kampf des Hoodoo Mountain mit dem ihn umgebenden oder überlagernden Eis wird in seinem nahezu flachen Gipfel deutlich, der eine Höhe von 1850 m erreicht. Die Lavaströme des Hoodoo Mountain begraben teilweise den Little Bear Mountain, einen viel kleineren und älteren basaltischen Vulkan unmittelbar nördlich von ihm. Beide Vulkane gründen auf Intrusionen und umgewandelten Vulkan- und Sedimentgesteinen des Stikine-Terrans. Dieses Grundgebirge stammt aus dem Paläozoikum–Mesozoikum; Pyroxen-Syenit bildet einen bedeutenden Anteil des mesozoischen Grundgebirges. In das Grundgebirge sind 1,8 Millionen Jahre alte trachyandesitische Dykes e intrudiert, welche die ältesten bekannten Manifestationen von quartärem Magmatismus in der Iskut-Region darstellen.
Der Hoodoo Mountain wurde als „einer der majestätischsten und interessantesten Berge im nördlichen British Columbia“ beschrieben. Das rührt daher, dass der Berg eine andere petrographische und topographische Struktur als die meisten vergletscherten Berge der Kanadischen Kordillere hat.:355 Im Gegensatz zu seinen zerklüfteten Gegenübern ist der Hoodoo Mountain symmetrisch und rund. er hat einen basalen Durchmesser von rund 6 km, ein Volumen von 17,3 km³ und eine topographische Prominenz von 900 m, was ihn zum kleinsten der vier Vulkane der Stikine-Subprovinz macht.:1283 Erdpyramiden (engl. hoodoos), säulenartige Felsformationen nach denen der Vulkan benannt ist, erreichen mehr als 150 m Höhe und verleihen dem Berg eine einzigartige Erscheinung. Ein Erdrutsch betraf 1919 einen 580 m breiten Abschnitt mit vulkanischem Gestein an der Westseite des Hoodoo Mountain.
Zwei Gruppen hervortretender Klippen umspannen teilweise den Hoodoo Mountain, was dem Vulkan ein unregelmäßiges, treppenartiges topographisches Profil verleiht. Die untere Gruppe dieser Klippen stellt die Grenze des Fußes des Vulkans mit Ausnahme seiner südöstlichen Grenze dar, wo sie teilweise von jüngeren Lavaströmen überlagert wurden. Diese Klippen bilden weite Terrassen in einer Höhe von ungefähr 1300 m; sie selbst sind 100 bis 200 m hoch. Die obere Gruppe von Klippen umrunden den Gipfel und sind zwischen 50 und 100 m hoch. Beide Klippengruppen entstanden im Ergebnis von Lavaausstoß in einer vergletscherten Umgebung. Als Lava die Hänge herabfloss und mit Gletschereis, welches den Hoodoo Mountain vollständig umgab, in Kontakt kam und schnell abkühlte, entstand rund um den gesamten Vulkan eine Barriere. Dies wird durch die glasige Textur der Lava und die entstandenen Basaltsäulen aufgezeigt, welche auf eine rasche Abkühlung der ausgestoßenen Lava hindeutet. Die Lava kühlte ab, sammelte sich, und als das Gletschereis zurückwich, ließ es massive Lavaklippen zurück.
Anmerkung:

### Vulkanische und nicht-vulkanische Objekte
Die südlich-zentrale Seite des Hoodoo Mountain enthält eine große Senke, die Long Valley genannt wird. Dieses Objekt, das durch glaziale Erosion entstand, enthält eine Serie von Domen mit angrenzenden Lavanadeln. Die Pointer Ridge an der nördlich-zentralen Seite des Hoodoo Mountain besteht aus pyroklastischem Gestein, das eine 200 m dicke stratigraphische Einheit bildet. The Wall, eine mehr als 200 m hohe Klippe am westlichen Fuß des Hoodoo Mountain, bildet die Stirnseite eines eisbegrenzten Lavastroms, der Basaltsäulen aufweist. The Monument an der Südwestseite des Hoodoo Mountain ist eine senkrechte Felssäule, die mehr als 100 m Höhe erreicht. Sie stellt den erodierten Überrest eines Vulkanschlotes dar, der von einem westwärts gerichteten Dyke genährt wurde. Die Horn Ridge, ein 20 m hoher Grat an der Nordseite des Hoodoo Mountain, besteht aus stark vesikulären Lavaströmen, die örtlich stark miteinander verbunden sind.
Die Nordostseite des Hoodoo Mountain enthält eine j-förmige Klippe, die The Hook (dt. „Der Haken“) genannt wird. Wie The Wall im Südwesten ist The Hook die Stirnseite eines eisbegrenzten Lavastroms. Der Slide Canyon besteht aus einer großen Kluft, die tief in die Südwestseite des Hoodoo Mountain einschneidet. Er wird von mehreren Dykes intrudiert, zu denen auch jener gehört, der einst The Monument nährte. Der Pumice Point an der Nordwestseite des Hoodoo Mountain enthält stark vesikuläre Lapilli- f bis Block-große Bruchstücke aus „hölzernem Bims“ von bis zu 15 cm Länge. Ausgehend von der Nordwestseite des Hoodoo Mountain ist der Northwest Flow, ein Lavastrom mit gut erhaltenen Schutzwällen. Lavakanäle von bis zu 20 m Breite existieren im gesamten Strom. Der Southwest Flow ist ein großer Lavastrom an der Südwestseite des Hoodoo Mountain, der von einem unscheinbaren Schlackenkegel ausgestoßen worden scheint.
Anmerkung:

### Vulkanische Ereignisse

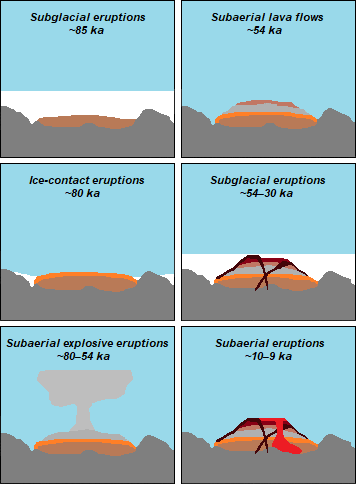
Die sechs eruptiven Perioden am Hoodoo Mountain

Am Hoodoo Mountain lassen sich über die letzten 85.000 Jahre mindestens sechs eruptive Perioden nachweisen. Dazu gehören drei Perioden mit Vulkan-Eis-Interaktionen und drei Perioden ohne diese. Sie sind gekennzeichnet durch pyroklastische Eruptionen, Lavaströme und subglaziale Eruptionen peralkalinen Magmas. Diese Magmen waren in ihrer Zusammensetzung phonolithisch und trachytisch und entwickelten sich möglicherweise durch Differentiation alkalischer basaltischer Schmelzen in der mittleren Erdkruste. Mehrere Tephra-Schichten im Gebiet von Bob Quinn Lake, Dease Lake und Finlay River im nördlichen British Columbia könnten vom Hoodoo Mountain stammen.:935,939–941

#### Eruptive Perioden
Die erste eruptive Periode vor 85.000 Jahren produzierte massive subglaziale Lavaströme und damit assoziierte Hyaloklastit-Brekzie. Diese vulkanischen Ablagerungen sind hauptsächlich an der Südwest- und Nordwestflanke exponiert, wo sie etwa 500 bis 1000 m Dicke erreichen. Die Lavaströme zeigen kleinkalibrige Basaltsäulen und sind von ihrer Textur her aphanitisch g mit nur geringer Vesikularität. Es bleibt unklar, ob die subglazialen Eruptionen dieser Periode das überlagernde Eis vollständig schmolzen oder nicht. Eiszeitlicher Geschiebemergel, der unterhalb des Stroms an der Südwestflanke zu finden ist, zeigt an, dass es bereits vor Beginn der vulkanischen Aktivität Vergletscherungen gab.
Subaerische Eruptionen aus der Nähe des Gipfels ereigneten sich während der zweiten eruptiven Periode vor 80.000 Jahre. Lava strömte den Hang aus einer Höhe von etwa 1350 m herab, wurde aber durch dicke Schichten von Gletschereis in etwa 700 m Höhe eingedämmt. Hier sammelte sich die Lava, kühlte ab und schuf die untere, unterbrochene Gruppe von Klippen, welche den gesamten Fuß des Hoodoo Mountain umgibt. Diese eisbegrenzten Lavaströme sind zwischen etwa 30 m und mehr als 200 m dick und enthalten oft horizontal orientierte Basaltsäulen, was eine senkrecht abkühlende Oberfläche anzeigt. The Wall am westlichen Fuß des Hoodoo Mountain entstand in dieser eruptiven Periode. Anschließend schufen Eisbewegungen über diese Lavaströme Kritzungen, h die mit aktuellen Bewegungen von Hoodoo Glacier und Twin Glacier übereinstimmen. Diese beiden Talgletscher befinden sich heute aufgrund des Gletscherschwunds etwa 500 m hinter den Kritzungen.
Nachdem die Gletscher der Region sich aus den unteren Lagen zurückgezogen hatten, ereigneten sich während der dritten eruptiven Periode vor 80.000–54.000 Jahren subaerische explosive Eruptionen. Diese Explosivität erzeugte Glutlawinen an der Nordflanke, wo sie eine etwa 100 m dicke Sequenz pyroklastischen Materials ablagerten. Die Sequenz enthält unverschmolzenen Lapilli-Tuff in einer Matrix aus gelber bis hellgrüner Asche sowie drei stark verschweißte Linsen von bis zu etwa 5 m Dicke. Vulkanisches Glas mit phonolithischer oder trachytischer Zusammensetzung kommt innerhalb dieser Sequenz vor. Ein 10 m starker subaerischer Lavastrom floss während der späteren Phasen dieser eruptiven Periode an der nördlich-zentralen und der nordöstlichen Flanke des Hoodoo Mountain herab. Er überlagert unmittelbar die pyroklastische Sequenz und enthält verbreitet Glas und Glaskeramik.

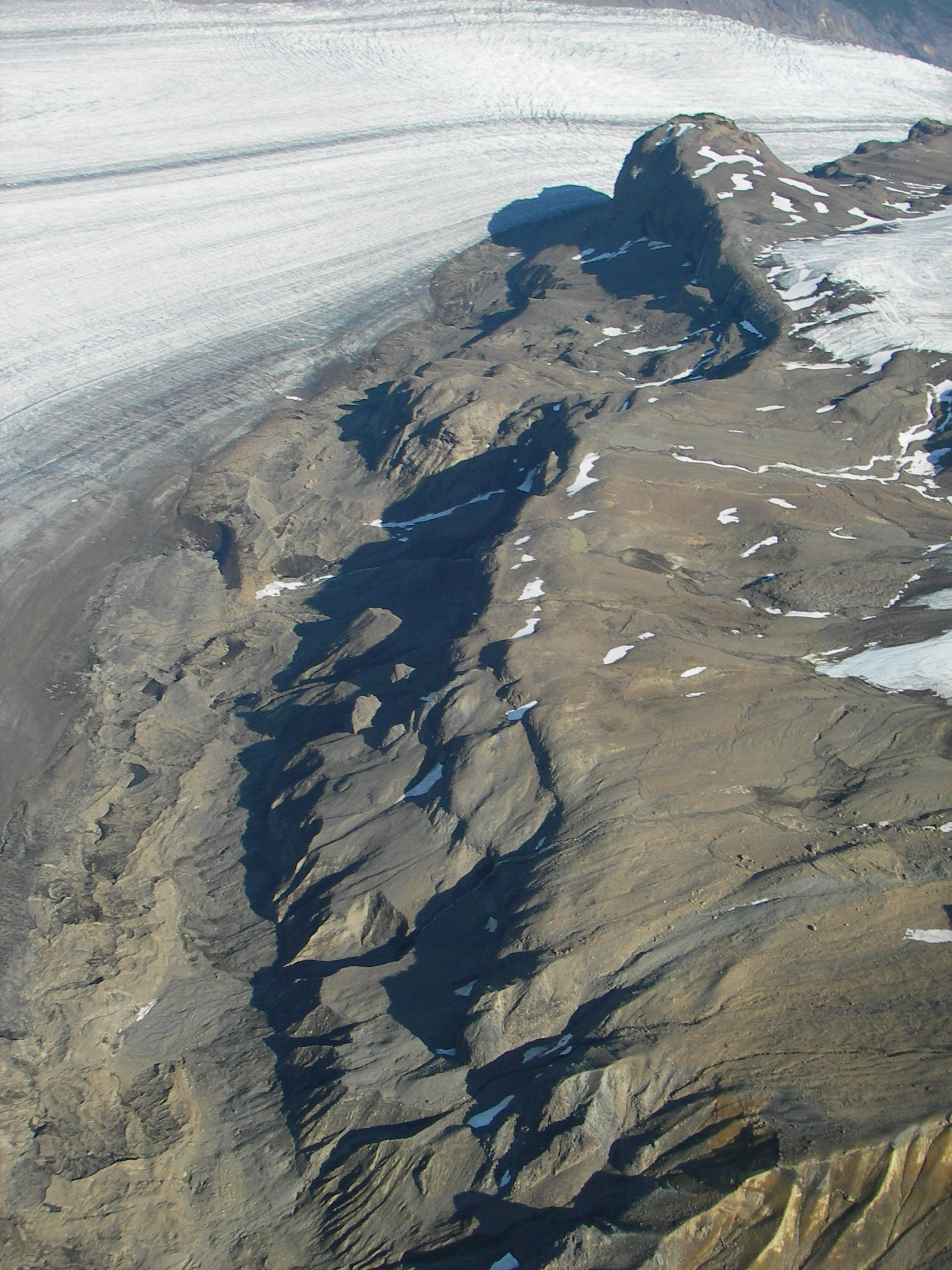
An der Nordseite des Hoodoo Mountain in Nachbarschaft zum Twin Glacier exponierte Lavaströme

Die vierte eruptive Periode vor 54.000 Jahren produzierte an der nördlich-zentralen und an der südwestlichen Flanke eine subaerisch ausgestoßene Sequenz von bis zu fünf aufeinander geschichteten Lavaströmen. Die Dicke der einzelnen Ströme variiert zwischen 10 und 30 m. Sie werden von 1 bis 10 m mächtiger Lava-Brekzie unterbrochen, sodass die Sequenz insgesamt etwa 200 m mächtig ist. Die Lavaströme scheinen nicht mit Gletschereis interagiert zu haben, woraus geschlossen werden kann, dass mindestens die oberen Lagen des Hoodoo Mountain in der Zeit ihres Ausstoßes eisfrei waren. Die Ströme werden durch Basaltsäulen von mehr als einem Meter Dicke charakterisiert.
Nach einer Periode der Eruptionen, die keine offensichtlichen Anzeichen von Interaktionen mit Eis zeigte, setzten sich vor 54.000–30.000 Jahren subglaziale Eruptionen fort, was den Aufbau regionaler Eisschichten anzeigt. Diese fünfte eruptive Periode lässt sich in zwei Stufen einteilen. Die erste Stufe ereignete sich vor 54.000–40.000 Jahren, als die überlagernde Eisschicht möglicherweise mehr als 2 km dick war. Isolierte Schlote produzierten eine große Variabilität vulkanischer Ablagerungen, die weiträumig um die gesamte Gipfelregion herum verteilt wurden. Dazu gehören subglazial ausgestoßene Lavazungen wie auch eisgekühlte Brekzie und Hyaloklastit, welche eine 400 m mächtige vulkanische Einheit bildeten. Die zweite Stufe vor 40.000–30.000 Jahren war durch den Ausbruch von Spalten-gespeisten Eruptionen in der Umgebung relativ dünner Eisschichten gekennzeichnet. Diese Eruptionen produzierten eine etwa 30 bis 50 m dicke Einheit von Lavaströmen, Lavazungen und Brekzie an der nördlich-zentralen, der nordwestlichen und der westlichen Flanke des Hoodoo Mountain.
Die sechste und finale eruptive Periode begann vor 10.000–9.000 Jahren mit dem Ausstoß von 5 bis 10 m dicken phonolithischen Lavaströmen aus nahe dem Gipfel gelegenen Schloten. Sie strömten die nördlich-zentrale, die nordwestliche, die südöstliche und die südwestliche Flanke des Hoodoo Mountain herab, ohne auf irgendwelches Gletschereis zu treffen, was nahelegt, dass die Ausbrüche subaerisch geschahen, nachdem sich die Gletscher aus den unteren Lagen zurückgezogen hatten. Die Lavaströme an der nördlich-zentralen Flanke zeigen durch die Abkühlung verursachte radial orientierte Verbünde. Der Northwest Flow strömte etwa 3 km den Hang hinab und bedeckt teilweise die Klippen am Fuß des Hoodoo Mountain. Lavaströme an der südöstlichen Flanke drapierten dort 50 m hohe Klippen und erstrecken sich bis in das Tal des Twin Glacier, wo sie in einer breiten Zunge auslaufen. Der Southwest Flow strömte den Hang 3 km weit bis in die Nähe des Hoodoo River hinab. Diese Lavaströme werden vom Global Volcanism Program der Smithsonian Institution auf eine Entstehung um 7050 v. u. Z. datiert. Der Southwest Flow könnte jedoch viel jünger sein, wie dendrochronologische Untersuchungen an mehr als 180 Jahre alten lebenden Bäumen nahelegen. Dieser Lavastrom ist außerdem nicht der Erosion ausgesetzt gewesen und bewahrte seine ursprünglichen Eigenschaften, auch wenn er sehr leicht abgerissen ist. Diese Beobachtungen werden zum Anlass genommen, von einer sehr neuzeitlichen Entstehung auszugehen; möglicherweise ist der Lavastrom nicht mehr als ein paar hundert Jahre alt.
Anmerkungen:

#### Tephra-Schichten

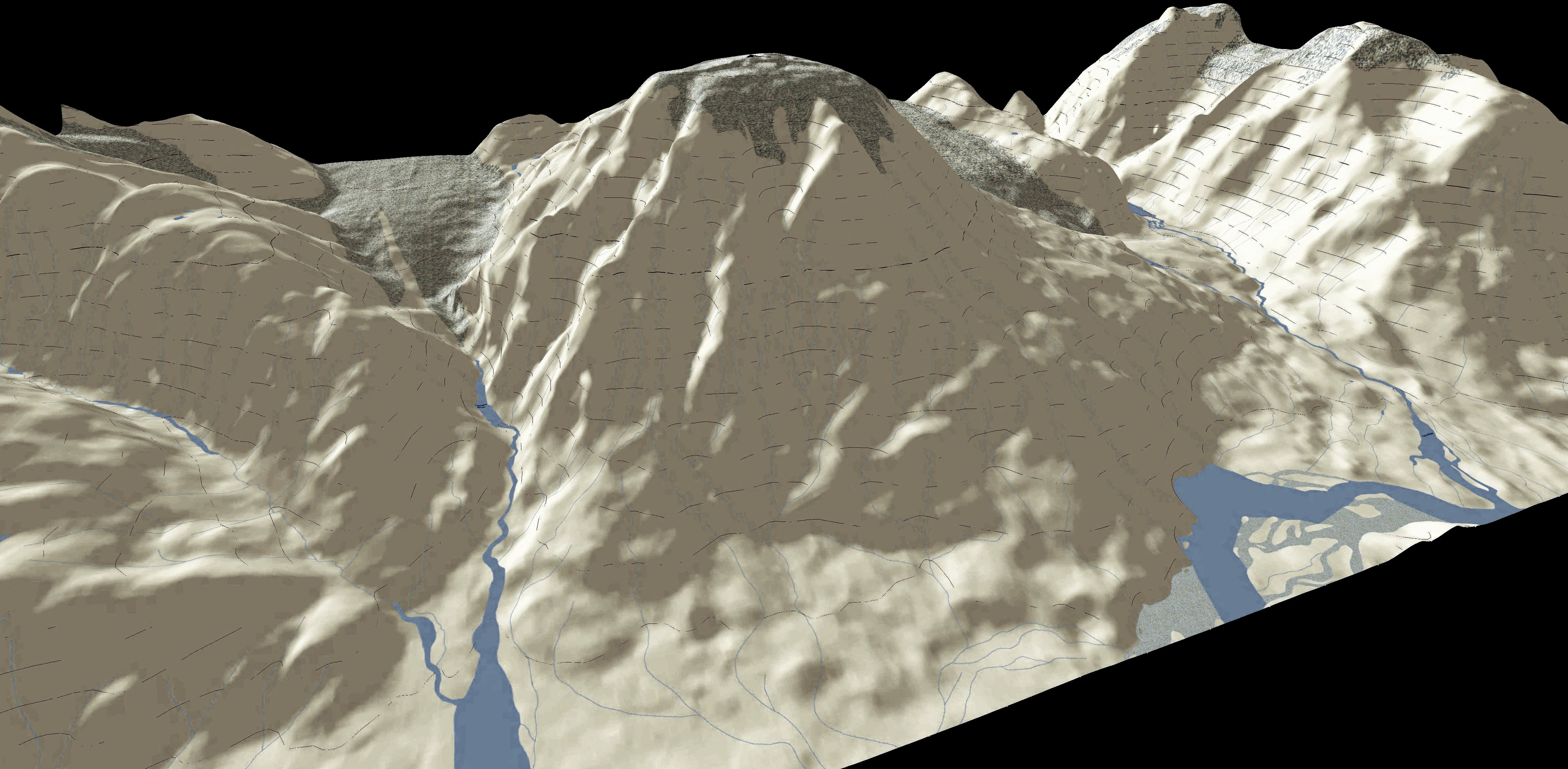
3-D-Modell des Hoodoo Mountain

Der Hoodoo Mountain ist möglicherweise die Quelle der sogenannten Finlay-Tephren.:939 Das sind zwei 5 bis 10 mm dicke phonolithische bis trachytische Tephra-Schichten im Gebiet von Dease Lake und Finlay River.:935, 938 Die Radiokarbon-Datierung von Makrofossilien landlebender Pflanzen überlagert unmittelbar die jüngste Tephra-Schicht, was einen holozänen Ursprung des vulkanischen Materials nahelegt.:938 Die Glas-Zusammensetzung der Tephren ähnelt chemisch dem Durchschnitt der gesamten Felsmasse der in der finalen eruptiven Periode am Hoodoo Mountain produzierten phonolithischen Lavaströme. Diese eruptive Periode ist jedoch nicht für die Produktion irgendwelcher pyroklastischer Ablagerungen oder Tephren bekannt.:940 Deshalb wurden andere Quellen wie der Level Mountain, die Heart Peaks und der Mount Edziza Volcanic Complex vorgeschlagen.:939
Eine 12 mm dicke trachytische Tephra-Schicht unbekannten Ursprungs kommt in Sedimenten am Bob Quinn Lake, 60 km nordöstlich des Hoodoo Mountain gelegen, vor.:935,937,938 Die Verbreitung dieser Tephra über die Luft ist schwach belegt, aber die Schicht könnte sich auch weiter ostwärts erstrecken.:941 Der Hoodoo Mountain ist aufgrund seiner Lage entlang der Ausbreitungsrichtung jeglicher Aschewolken dieses Vulkans eine mögliche Quelle dieser Tephra.:940 Das exakte Alter dieser Tephra-Schicht ist unbekannt, aber ihre stratigraphische Lage legt nahe, dass sie etwa 7.000 bis 8.000 Jahre alt ist.:939 Am Hoodoo Mountain sind keine vulkanischen Ablagerungen dieses Alters bekannt, aber es könnte jüngere Ablagerungen geben, welche durch die Eiskappe am Gipfel vollständig bedeckt sind.:941:50

### Gefährdungen und Monitoring

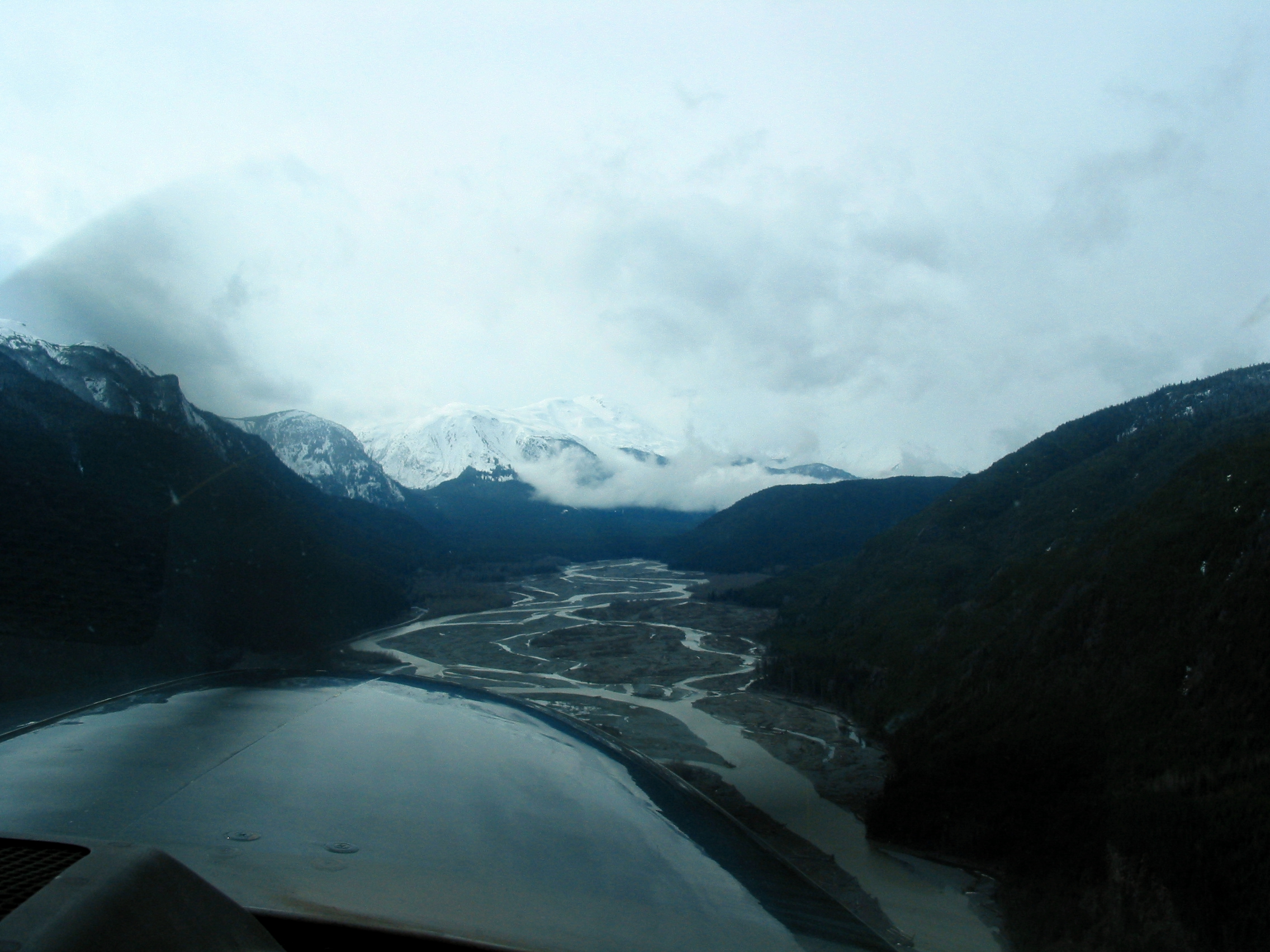
Das Aufstauen des Iskut River durch Lava kann Schäden an der Bergbau-Infrastruktur im Flusstal durch Überflutung verursachen.

Der Hoodoo Mountain ist ein ruhender, aber potenziell aktiver Vulkan, an dem es seit 1985 mindestens acht seismische Ereignisse gab.:53 Gefährdungen, die von einem neuerlichen Vulkanismus ausgehen, sind Lavaströme und Überflutungen, aber auch der Fallout explosiver Eruptionen. Lavaströme, die aus effusiven Eruptionen stammen, können den Iskut River aufstauen und stellen eine Hauptgefahr für die flussaufwärts gelegenen Bergbau-Unternehmen dar, die durch steigende Fluten gefährdet sind. Eine große Eruption könnte auch die Eiskappe am Gipfel oder die benachbarten Gletscher zum Schmelzen bringen, was gewaltige Überflutungen des Iskut River und des tiefer gelegenen Stikine River auslösen würde.:62 Solche Fluten könnten die Lachs-Fischerei am Stikine River ernsthaft unterbrechen, weniger jedoch die Bergbautätigkeiten. Ein Gletscherlauf ist unwahrscheinlich, da eine Caldera fehlt, die sich mit Schmelzwasser füllen könnte.:61 Explosive Eruptionen könnten bedeutende pyroklastische Fallablagerungen produzieren, welche die lokale Bergbautätigkeit unterbrechen würde, wie auch die aschehaltige Luft den Flugverkehr von und zu den Bergbaustädten zum Erliegen brächte. Der Luftverkehr zwischen Kanada, Alaska und Asien würde wahrscheinlich durch hohe Eruptionssäulen unterbrochen, da in der Nähe des Vulkans wichtige Luftstraßen verlaufen.
Wie die anderen Vulkane der NCVP wird der Hoodoo Mountain nicht eng genug durch die Geological Survey of Canada (GSC) überwacht, um sein Aktivitätsniveau bestimmen zu können. Das Canadian National Seismograph Network wurde etabliert, um Erdbeben in ganz Kanada vorhersagen zu können, aber die Stationen sind zu weit entfernt, um eine exakte Vorhersage für die Aktivitäten unter dem Berg liefern zu können. Es könnte einen Anstieg der seismischen Aktivität erst dann registrieren, wenn der Hoodoo Mountain sehr unruhig würde, aber dies würde nur eine Warnung für einen gewaltigen Ausbruch ergeben; das System könnte die Aktivität erst entdecken, wenn der Vulkanausbruch schon begonnen hätte. Für den Fall des Ausbruchs des Hoodoo Mountain existiert ein Prozess, der die Hilfsbemühungen orchestrieren kann. Der Interagency Volcanic Event Notification Plan wurde geschaffen, um die Nachrichtenketten unter den wichtigsten Behörden sicherzustellen, welche auf Vulkanausbrüche in Kanada, in der Nähe der Grenze zwischen Kanada und den Vereinigten Staaten oder an Orten, die Kanada betreffen könnten, reagieren müssen.

## Menschheitsgeschichte

### Geologische Forschung
Die vulkanischen Ablagerungen am Hoodoo Mountain wurden 1948 durch F. A. Kerr von der GSC kurz beschrieben, als er die Regionalgeologie entlang des südlichen Teils des Iskut River untersuchte. Nach Kerrs Aussage „brach der Vulkan im Zentrum eines alten Tals aus, das zum Iskut hin entwässert worden sein musste, etwa drei Meilen [4,8 km] oberhalb des heutigen Hoodoo River [...] Sukzessive Ausflüsse aus dem Vulkan unterbrachen wiederholt die Entwässerung, sodass die flankierenden Ströme und Gletscher einen komplizierten Kampf um den Erhalt ihrer Kanäle führten.“ Ein eisgefüllter Krater wurde von Kerr unterhalb der Eiskappe am Gipfel angenommen. Der kanadische Vulkanologe Jack Souther veröffentlichte 1991 eine kurze Beschreibung der Geomorphologie des Hoodoo Mountain sowie einige vorläufige Altersbestimmungen, die mithilfe der Kalium-Argon-Datierung gewonnen wurden. Die relativ flachgipflige Gestalt des Hoodoo Mountain ließ Souther ihn als Tuya ansprechen, auch wenn seinem Gipfel die tuyatypische Abschlusssequenz aus subaerischen Laven fehlt. Dies steht jedoch insofern im Einklang mit Southers ursprünglicher Verwendung des Begriffs Tuya, als dass die gesamte geomorphologische Gestalt stark von der Interaktion zwischen Eis und Lava beeinflusst wurde. Die erste detaillierte Zusammenfassung der quartären Stratigraphie und Petrologie des Hoodoo Mountain wurde 1997 durch den US-amerikanischen Geologen Ben Edwards vorgelegt, welcher eine detaillierte geologische Karte des Vulkans produzierte.
Gleichfalls 1997 wurde eine Expedition von Wissenschaftlern von Universitäten, der GSC und der Industrie organisiert, um die Art und die Größenordnungen der vom Hoodoo Mountain ausgehenden Gefährdungen bewerten zu können.:49 Als Ergebnis entstand eine Kartierung des Umrisses der Eiskappe am Gipfel mithilfe von Boden- und Eis-Radar sowie die Aufstellung einer vorläufigen Gefährdungsbewertung des Iskut-Gebietes.:51,53 Die Analyse der Daten zeigte die Abwesenheit einer Caldera oder großer Krater in der Nähe der Eiskappe an. Stattdessen zeigte sich die darunterliegende Topographie ähnlich einer flachen, umgedrehten Untertasse.:61 Die Verwendung von Radarwellen für das Eindringen in die Eiskappe und zur Beurteilung der subglazialen Topographie wurde auch im Hinblick auf die Untersuchung anderer vergletscherter Vulkane in der Nordamerikanischen Kordillere und anderswo geprüft.:54 Zum in die Expedition von 1997 involvierten Personal gehörten Catherine Hickson und Mark Stasiuk von der GSC, Jim Nicholls von der University of Calgary, Jeff Schmok und Guy Cross von der Beraterfirma Golder Associates, Alison Rust, Ben Edwards und Kelly Russell von der University of British Columbia und Trevor Page von der Lancaster University. Bis 2002 war der Hoodoo Mountain nicht länger der am wenigsten erforschte Vulkan der Stikine Subprovince.

### Bergbau
Das Gebiet am Hoodoo Mountain enthält mehrere große Bergbaustädte im Flusstal des Iskut River. Die Prospektion in Bronson Creek begann bereits 1907, als mehrere Bergbau-Claims abgesteckt wurden. Darauf folgte der Untertagebau mithilfe von Stollen und das Aufgraben und Freilegen mehrerer gold-führender Adern zwischen 1910 und 1920. Ein Bohrungs-Programm, von 1954 bis 1960 geleitet von der Hudson Bay Mining and Smelting Company führte zur Entdeckung von Kupfer-Lagerstätten. Die Consolidated Mining and Smelting Company of Canada Limited (Cominco) erwarb 1964 Optionen auf Claims der Jodi Explorations und der Tuksi Mining Company. Ein Bohr-Programm zur Prüfung der Kupfer-Lagerstätten am Red Bluff Claim wurde von Cominco 1965 abgeschlossen. Die Texas Gulf Sulphur Company erkundete von 1973 bis 1974 das Gebiet im Hinblick auf Kupfer- und Nicht-Edel-Metall-Vorkommen.

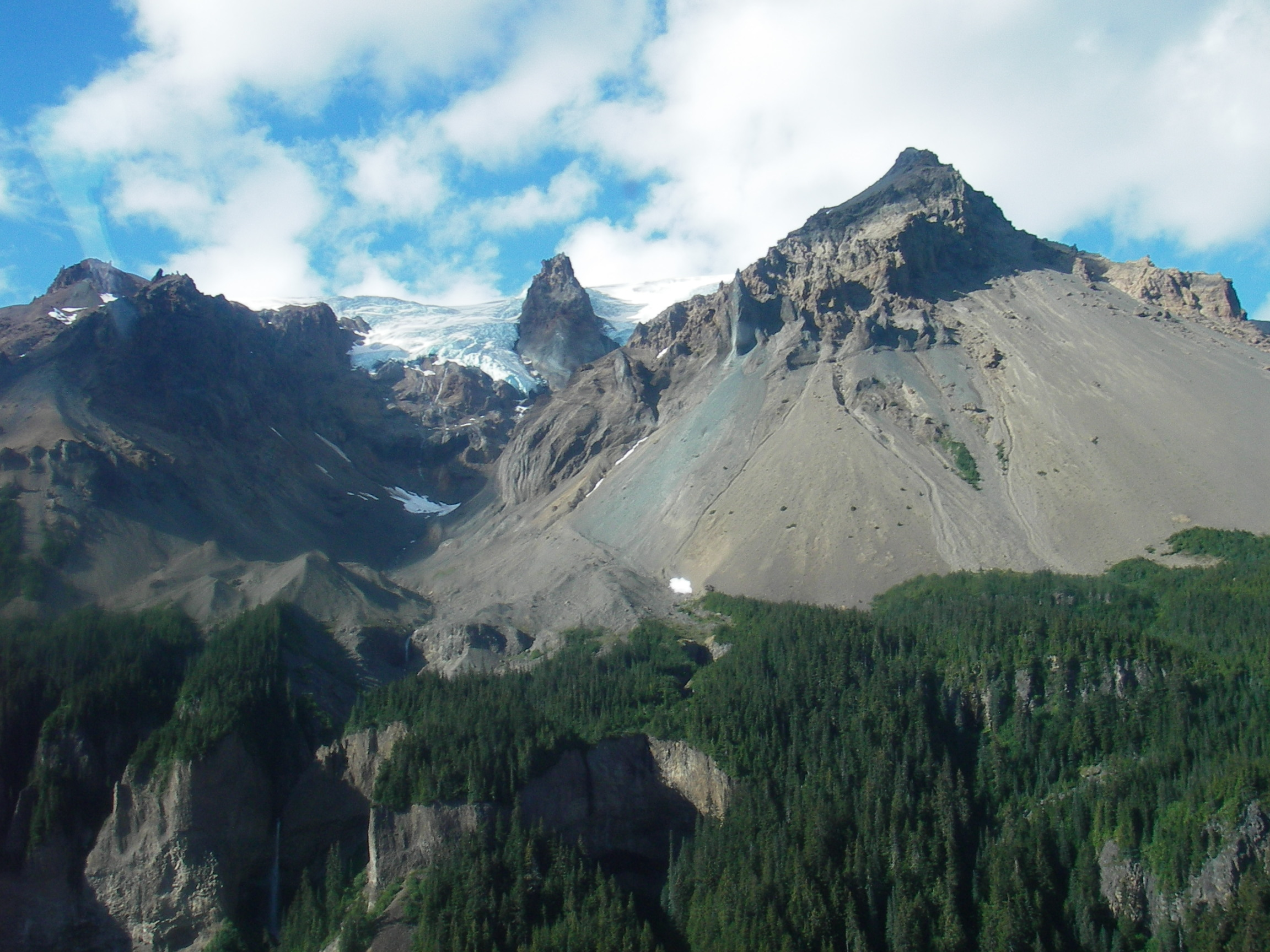
Blick auf die Eiskappe am Gipfel des Hoodoo Mountain von Süden

Die Erkundung der Pickaxe Vein durch das Unternehmen Skyline Gold begann 1980 zur Bestimmung des Gold-Potenzials. Darauf folgte 1981 die Entdeckung der Discovery Vein, welche zu weiteren Bohrungen Anlass gab und 1982 in der Entdeckung einer hochgradig Gold führenden Ader mündete, die als 16 Vein bekannt wurde. Erkundung, Bohrung und Grabung wurden zwischen 1982 und 1988 durch  Skyline Gold, Placer Development und Anaconda Canada Exploration ausgeführt. Die Johnny Mountain Mine begann im November 1988 mit der Produktion, nachdem diese seit Januar desselben Jahres vorbereitet wurde. Dieser kleine Untertagebau wurde bis August 1990 betrieben, als hohe Betriebskosten und ein niedriger Goldpreis zur Schließung führten. Im September desselben Jahres wurde die Erz-Aufbereitungsanlage geschlossen. Die Mine blieb bis 1993 geschlossen, als die Erzgewinnung und -aufbereitung wieder aufgenommen wurden. Von 1988 bis 1993 wurden insgesamt 196.358 Tonnen Erz gefördert, aus denen 1.008.109 kg Kupfer, 4.348.814 g Silber und 2.815.393 g Gold gewonnen wurden. Seit ihrer Schließung 1993 wurde die Erkundung an der Johnny Mountain Mine immer wieder aufgenommen.
Cominco erwarb 1982 zwei Bergbau-Claims in ihrem Gelände Red Bluff und auf angrenzenden Flächen nahe dem Zusammenfluss von Craig und Iskut River. Eine geochemische Untersuchung von 26 Gesteins- und 36 Bodenproben wurde 1985 durch Cominco abgeschlossen. Zu den Erkundungsarbeiten von 1986 bis 1987 gehörten geochemische Bodenkartierungen, Grabungen und insgesamt 15.494 m an Bohrungen in 86 Löchern. Die Snip Mine begann im März 1988 mit einem Untertage-Erkundungsprogramm; auf drei Ebenen in 180 m, 300 m und 340 m Tiefe wurden Untersuchungen angestellt. Etwa 41.000 m Untergrund-Bohrungen und 4.200 m Schachtungen wurden zwischen August 1988 und Oktober 1989 ausgeführt. Bis Mitte der 1990er Jahre wurden insgesamt 63.700 m Bohrungen von der Oberfläche aus und im Untergrund vorgenommen.
Die Snip Mine, im gemeinsamen Besitz von Cominco und Prime Resources, begann mit der Produktion im Januar 1991. Ein Landeplatz wurde bis Mai 1999 kontinuierlich genutzt, um Erzkonzentrat von der Mine abzutransportieren, bevor alle Bergbau-Aktivitäten eingestellt wurden.:61 Die Produktion über die gesamte Betriebsdauer der Mine erreichte 249.276 kg Kupfer, 32.093 kg Gold und 12.183 kg Silber, die aus 1,2 Millionen Tonnen Erz gewonnen wurden. Seit ihrer Schließung 1999 wurden an der Snip Mine immer wieder Erkundungen vorgenommen.

## Zugang
Der Hoodoo Mountain liegt in einer abgelegenen Region, in der es keine Straßen gibt. Der nächste Zugang zu einer Straße befindet sich in Bob Quinn Lake, etwa 60 km nordöstlich des Hoodoo Mountain am Stewart–Cassiar Highway. Von dort aus kann der Berg mit Charter-Hubschraubern oder auf Wanderungen durch extrem schweres, bergiges Terrain erreicht werden. Die Alternative war bis 1999 der Flug zum Bronson Creek Airport, der sich unmittelbar südlich des Hoodoo Mountain befand. Der Berg kann auch von der alaskischen Gemeinde Wrangell aus durch Bootsfahrten den Stikine und den Iskut River aufwärts erreicht werden.